# Emilio Carrere Moreno

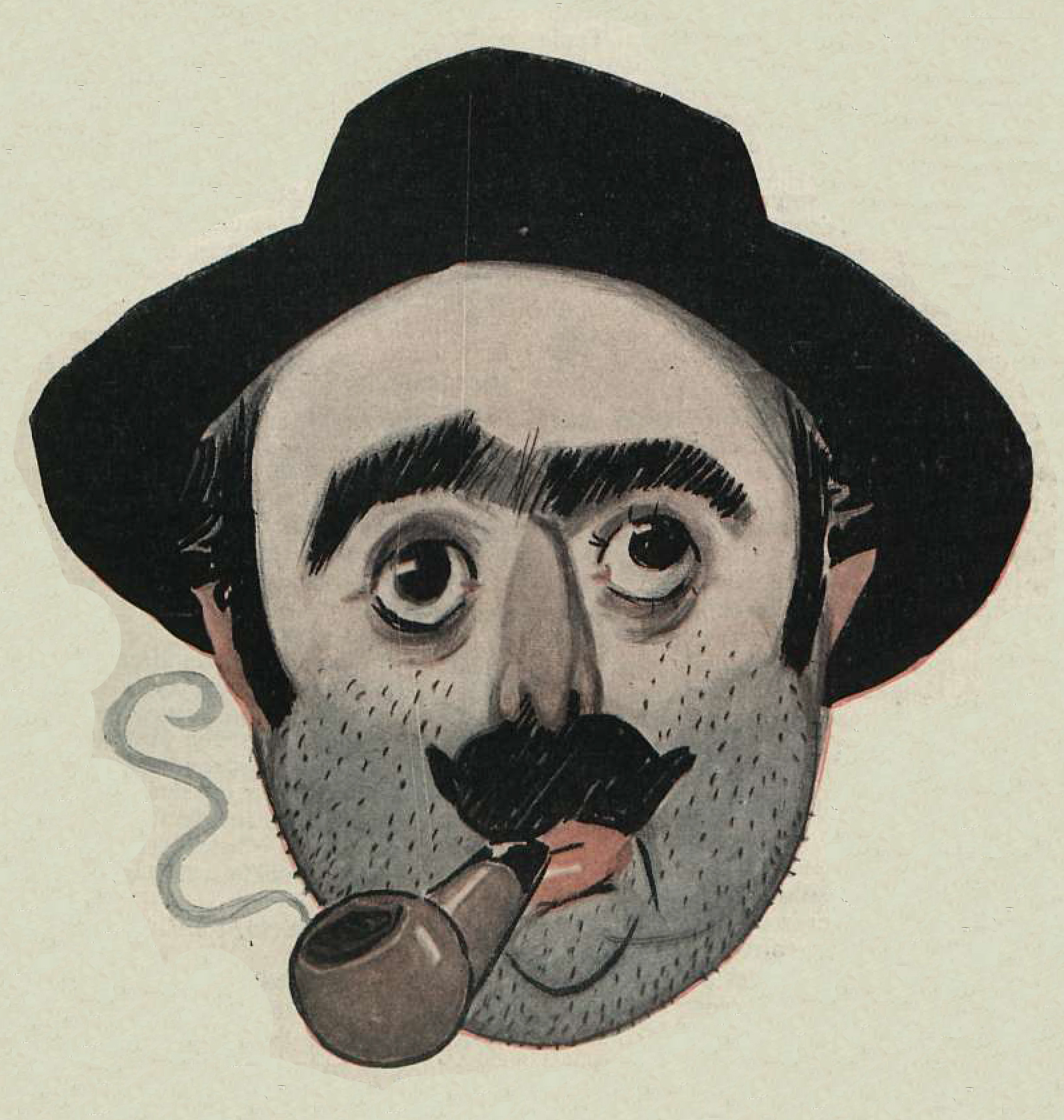
Emilio Carrere (Karikatur von Manuel Tovar, 1922)

Emilio Carrere Moreno (* 18. Dezember 1881 in Madrid; † 30. April 1947 ebenda) war ein spanischer Schriftsteller.
Das Hauptwerk Carreres bilden Erzählungen und Romane, vor allem das Leben des einfachen Madrider Volks schildernd. Er war vom Naturalismus, hauptsächlich Émile Zolas, beeinflusst. Darüber hinaus verfasste Carrere Lyrik im Stile von Paul Verlaine, dessen Werke er ins Spanische übersetzte. Emilio Carrere Moreno war offizieller Historiograph von Madrid.

## Werke (Auszug)
- El caballero de la muerte, 1909
- Del amor, del dolor, 1915
- La copa de Verlaine, 1918
- Nocturnos de otono, 1920